# Dumitrașcu Sturza
Dumitrașcu Sturza a fost un mare boier din Moldova, hatman și spătar, care a trăit în secolul al XVIII-lea. A fost caimacam al Moldovei în luna martie a anului 1757, între domniile lui Constantin Racoviță și Scarlat Ghica, fiind înlăturat o dată cu începerea domniei celui din urmă.